# Гута (Барановичский район)
Гу́та (бел. Гута) — деревня в Барановичском районе Брестской области Беларуси. Входит в состав Леснянского сельсовета. Население — 128 человек (2019).

## География
К северо-востоку от деревни протекает река Молотовка, правый приток реки Мышанка.
В 800 метрах к юго-востоку от деревни расположен пруд, площадью 0,12 квадратных километров, на котором расположено крестьянско-фермерское хозяйство «Свояшки».

## История
В 1897 году в Новомышской волости Новогрудского уезда Минской губернии. На карте 1910 года указана под названием Гута Немецкая. С 1921 года в гмине Новая Мышь Барановичского повета Новогрудского воеводства межвоенной Польши.
С 15 января 1940 года в Новомышском районе, с 8 апреля 1957 года в Барановичском районе Барановичской, с 8 января 1954 года Брестской областей.
С конца июня 1941 до 8 июля 1944 года была оккупирована немецко-фашистскими захватчиками, погибло 5 односельчан. В 1968 году присоединена соседняя деревня Дедин.

## Население
| Численность населения (по переписи) | Численность населения (по переписи) | Численность населения (по переписи) | Численность населения (по переписи) | Численность населения (по переписи) | Численность населения (по переписи) | Численность населения (по переписи) | Численность населения (по переписи) | Численность населения (по переписи) |
| 1897                                | 1909                                | 1921                                | 1939                                | 1959                                | 1970                                | 1999                                | 2009                                | 2019                                |
| ----------------------------------- | ----------------------------------- | ----------------------------------- | ----------------------------------- | ----------------------------------- | ----------------------------------- | ----------------------------------- | ----------------------------------- | ----------------------------------- |
| 180                                 | ↗248                                | ↘243                                | ↗310                                | ↘292                                | ↗327                                | ↘166                                | ↘145                                | ↘128                                |